# Thurisaz (band)
Thurisaz is een Belgische metalband afkomstig uit Wervik. Hun muziek is een combinatie van atmosferische death-doom en black metal.

## Geschiedenis
De band begon in mei 1997 als het kwartet ModiliuM. Peter en Mattias Theuwen, Lars Vereecke en Pepijn De Raeymaecker waren jeugdvrienden die dicht bij elkaar woonden. Ze begonnen met het spelen van een mix van death metal, doom metal en metalcore. Ongeveer een jaar lang zocht de band een nieuw lid om keyboards te spelen; Kobe Cannière kwam in 1999 bij de band in deze rol, en deze toevoeging leidde ertoe dat hun geluid minder metalcore werd en in plaats daarvan meer atmosferische death / black metal, met melodieuze elementen.   Op dat moment, omdat de band voelde dat ze volwassen waren geworden en hun gewenste stijl hadden bereikt, veranderden ze hun naam in Thurisaz; een interpretatie van deze rune is "de fusie van verschillende meningen" die de band zag als een weerspiegeling van hun perceptie van zichzelf en hun muziek.
Gedurende de eerste vijf jaar van hun bestaan creëerde de band drie demo's. Toen, in respectievelijk 2002 en 2003, won Thurisaz het Belgian Metal Concours en het Mundo Metal Concours, wat hen een boost van vertrouwen gaf die uiteindelijk leidde tot de creatie van hun eerste studioalbum.
Dit album, Scent of a Dream, werd oorspronkelijk uitgebracht op 6 maart 2004. Het werd in eigen beheer uitgebracht en werd dus niet breed verspreid in fysieke winkels maar was online beschikbaar. Tekstueel concentreren de liedjes zich op "dromen" en "stemmingen".
Thurisaz ondersteunde Novembers Doom als openingsact tijdens hun Europese tournee in november 2006 met Agalloch en Saturnus. Het was de eerste tourervaring van Thurisaz en het verhoogde hun bekendheid.  Ze werden ook "goede vrienden" met de andere bands; Thurisaz zou in de toekomst herhaaldelijk toeren met en ook samenwerken met Novembers Doom en Saturnus.
Thurisaz' tweede album, Circadian Rhythm, werd uitgebracht op 28 april 2007 via Shiver Records. De band zegt dat het hoofdthema van het album voortkomt uit het titulaire idee van circadiaans ritme, met de teksten geïnspireerd door 'de cyclus van het leven en alles eromheen, van geboorte tot dood' en hoe mensen in verschillende levensfasen 'hun leven aanpassen aan de situaties waarin ze zich bevinden."
Thurisaz ondersteunde Oceans of Sadness tijdens hun cd-presentatie van hun album Mirror Palace in het voorjaar van 2007 in België en Nederland. Thurisaz trad ook op op het Chicago Powerfest in de Verenigde Staten in april 2007  en op de Graspop Metal Meeting in België in juni 2007.
Shiver Records heeft in april 2008 een geremasterde versie van Scent of a Dream uitgebracht. Deze heruitgave bevatte een akoestische bonus live-versie van het nummer "Years of Silence".
Thurisaz tekende bij Sleaszy Rider Records, te beginnen met hun derde studioalbum The Cimmerian Years, uitgebracht in mei 2011. De titel is een verwijzing naar de "donkere periode" die de band had tijdens de ontwikkeling van het album, waarin ze werden verstoord door het wisselen van bassist (na het vertrek van Lars Vereecke in 2009, na meer dan tien jaar een stabiele line-up te hebben gehad) en last hebben van writer's block, maar de band ziet de release van het album als een einde aan die jaren. Het album bevat sterkere doom metal-elementen, mogelijk beïnvloed door Thurisaz 'tours met Novembers Doom, Saturnus, Agalloch en Mar De Grises. Het bevat ook gastvocalen van Paul Kuhr (van Novembers Doom) en Thomas AG Jensen (van Saturnus). De albumhoes is gemaakt door de Nederlandse kunstenaar Geert van Mook, die werd gekozen nadat Thurisaz door leden van Mar de Grises in zijn werk was geïntroduceerd.
Thurisaz vergezelde Oceans of Sadness tijdens hun afscheidstournee in 2011. In respectievelijk 2012 en 2013 kreeg Thurisaz de kans om concerten te geven in India en Turkije.
Op 1 maart 2014 gaf Thurisaz een concert in hun geboorteplaats in Wervik, begeleid door een strijkkwartet en zang van Els Blieck, met voormalig Thurisaz-lid Hannes Leroy op bas. Het concert concentreerde zich op de "zachtere" akoestische nummers van Thurisaz die voornamelijk zuivere zang en "emotionele teksten" bevatten, en die gewoonlijk niet live worden uitgevoerd samen met hun "zwaardere" muziek.  Thurisaz gebruikte het concert ook als een gelegenheid om hulde te brengen aan andere bands die hen beïnvloed hebben: ze speelden covers van Anathema 's "A Natural Disaster", Amorphis 's "My Kantele" en Woods Of Ypres's "Finality". Dit uitverkochte concert werd opgenomen, oorspronkelijk als souvenir voor de band,  maar later uitgebracht als een cd / dvd Live & Acoustic op 30 januari 2015.
Op 5 maart 2015 bracht Thurisaz een single uit, "Patterns Of Life" via hun YouTube-kanaal. Het was het eerste nummer dat werd geschreven voor hun volgende album, en het nummer was twee jaar een work-in-progress voordat het werd afgerond.
Thurisaz' vierde volledige studioalbum, The Pulse of Mourning, werd uitgebracht op 31 maart 2015. De band beschouwt het zowel als een "logische volgende stap" uit The Cimmerian Years en ook als een terugkeer naar de "agressieve stijl en sound" van Circadian Rhythm. De titel van het album is geïnspireerd op het gedicht "On The Pulse Of Morning" van Maya Angelou en geeft weer hoe de "nummers van het album een depressief gevoel over zich heen hebben (rouw), maar ook een zekere drive (een polsslag). Het hoesontwerp is gemaakt door Mattias Theuwen van de band en maakt gebruik van fotografie door Jeroen Mylle (van Amenra). Mylle regisseerde en filmde ook de officiële videoclip voor "One Final Step" van het album.
Op 1 september 2020 bracht Thurisaz in eigen beheer hun vijfde volledige album uit, Re-Incentive, dat zich richt op thema's als depressie en liefdesverdriet.
In april 2021 raakte de single 'Monologue' in 'De Zwaarste Lijst' van Studio Brussel op plaats 52. Ook 'The Veil' raakte op de lijst op plaats 105.
Op 6 december 2024 speelde Thurisaz in De Kreun (Kortrijk) het laatste optreden met een ruim twee uur durende show, in het bijzijn van vele internationale fans en aanhangers van het eerste uur.

## Bandleden
Alle leden van Thurisaz zijn betrokken bij het schrijven van de teksten van hun liedjes. Terwijl Peter en Mattias Theuwen de belangrijkste muzikale componisten zijn, is elk nummer een "bandprestatie"; elk lid van Thurisaz draagt ideeën bij, heeft inspraak en is het uiteindelijk eens over elke notitie. Als iemand in de band niet tevreden is met een nummer, wordt het niet op het album opgenomen.

### Huidige leden
- Peter Theuwen – grunts, cleane stem, gitaar (1997-heden)[1][4]
- Mattias Theuwen – geschreeuw, gitaar, zang (1997-heden)
- Pepijn De Raeymaecker – drums, gefluister  (1997-heden)
- Kobe Cannière – keyboards, zuivere stem  (1999-heden)[3]
- Hannes Leroy – bas, geschreeuw (2009-2012; 2018-heden)[10][14][28]

### Voormalige leden
- Lars Vereecke – bas (1997-2009)[10][15]
- Bjorn "Bud" Vandewalle – bas (2013-2014)[14][18]
- Nick Meganck – bas (2014-2018)[29]

## Discografie

### Albums
- Scent of a Dream (2004, in eigen beheer uitgebracht;[4] opnieuw uitgebracht in 2008 via Shiver Records)[10]
- Circadian Rhythm (2007, uitgebracht via Shiver Records)
- The Cimmerian Years (2011, uitgebracht via Sleaszy Rider Records)
- Thurisaz: Live & Acoustic (2015, uitgebracht via Sleaszy Rider Records)[20]
- The Pulse Of Mourning (2015, uitgebracht via Sleaszy Rider Records)[24]
- Re-Incentive (2020, in eigen beheer uitgebracht)[27]

### Demo's
- Never To Return (1998, onder de naam ModiliuM)[4][5]
- The Last Embrace (1999, onder de naam ModiliuM)
- Anno Viroviacum (2002)

### Singles
- Patterns Of Life (2015)[23]
- Monologue (2020)
- The Veil (2020)